# Andrew Marr
Andrew William Stevenson Marr (ur. 31 lipca 1959 w Glasgow) – brytyjski dziennikarz, prezenter telewizyjny, pisarz i autor filmów dokumentalnych. W latach 1996–1998 redaktor naczelny dziennika The Independent, od 2000 związany z BBC. W latach 2000–2005 szef działu politycznego BBC, od 2005 prowadzi sztandarowy niedzielny magazyn polityczny tego nadawcy, zatytułowany The Andrew Marr Show i emitowany na antenie BBC One.

## Życiorys

### Młodość i kariera prasowa
Pochodzi ze Szkocji, gdzie jego ojciec pracował w branży inwestycyjnej. Z wyróżnieniem ukończył studia w zakresie anglistyki w Trinity Hall na University of Cambridge. W czasie studiów był działaczem młodzieżówki Partii Pracy, zaś jego ówczesne, zdecydowanie lewicowe poglądy polityczne, zaskarbiły mu przydomek „Czerwony Andy”. Karierę zawodową rozpoczął w 1981 jako stażysta w dziale ekonomicznym dziennika The Scotsman. Od 1984 pracował w londyńskim biurze tej szkockiej gazety, początkowo jako sprawozdawca parlamentarny, a potem reporter polityczny. W 1986 znalazł się w grupie dziennikarzy tworzących nowo powstający dziennik The Independent, skąd jednak dość szybko przeszedł do tygodnika The Economist. W 1992 powrócił do The Independent jako szef działu politycznego, zaś w 1996 został redaktorem naczelnym tego pisma. W 1998 został zwolniony z tego stanowiska, po czym pracował jako felietonista The Observer i The Express.

### Kariera telewizyjna
Marr dołączył do stałego zespołu BBC w maju 2000, po okresie wcześniejszej współpracy w charakterze zewnętrznego autora filmów dokumentalnych. Objął stanowisko szefa działu politycznego, które zajmował do wyborów w 2005 roku. Następnie został prezenterem porannego programu politycznego w BBC, początkowo zatytułowanego Sunday AM, a od 2007 po prostu The Andrew Marr Show. Audycja ta zastąpiła w ramówce emitowany o tej porze przez dwanaście poprzednich lat autorski program Davida Frosta. Od 2007 prowadzi też magazyn Start the Week w BBC Radio 4. W wyniku wewnętrznego przecieku w BBC, w 2011 ujawniono, iż kontrakt Marra przewidywał wówczas wynagrodzenie w wysokości ok. 580 tysięcy funtów rocznie.

#### Filmy i seriale dokumentalne
Oprócz pracy związanej z obsługą bieżących wydarzeń politycznych, Marr nadal regularnie realizuje dla BBC filmy i seriale dokumentalne.
| rok emisji | tytuł                                                      | liczba odcinków | tematyka |
| ---------- | ---------------------------------------------------------- | --------------- | --- |
| 2000       | The Day Britain Died                                       | 3               | zagrożenie rozpadem Zjednoczonego Królestwa na skutek narastania nacjonalizmów                                                                             |
| 2002       | Great Britons: Charles Darwin                              | 1               | biografia Karola Darwina |
| 2006       | The Queen at 80                                            | 1               | okolicznościowy dokument z okazji 80. urodzin Elżbiety II                                                                                                  |
| 2007       | Andrew Marr's History of Modern Britain                    | 5               | polityczna i społeczna historia Wielkiej Brytanii od zakończenia II wojny światowej do współczesności                                                      |
| 2008       | Britain from Above                                         | 6               | historia najnowsza Wielkiej Brytanii widziana przez pryzmat zdjęć lotniczych                                                                               |
| 2009       | Darwin's Dangerous Idea                                    | 3               | kolejne spotkanie Marra z postacią i myślą Karola Darwina                                                                                                  |
| 2009       | Andrew Marr's The Making of Modern Britain                 | 6               | kontynuacja (a chronologicznie prequel) serialu z 2007, prezentująca historię Wielkiej Brytanii od śmierci królowej Wiktorii do wybuchu II wojny światowej |
| 2010       | JFK: The Making of Modern Politics                         | 1               | John F. Kennedy i jego wpływ na współczesną politykę |
| 2011       | Andrew Marr's Megacities                                   | 3               | problemy i wyzwania związane z rozwojem największych miast świata                                                                                          |
| 2012       | The Diamond Queen                                          | 3               | serial towarzyszący obchodom Diamentowego Jubileuszu (60-lecia panowania) Elżbiety II, zawierający m.in. wywiady z wszystkimi jej dziećmi i wnukami        |
| 2012       | Obama: What Happened to Hope?                              | 1               | rozczarowania związane z prezydenturą Baracka Obamy |
| 2012       | Andrew Marr's History of the World                         | 8               | wybrane procesy i zjawiska z całej historii świata |
| 2013       | The Making of Merkel with Andrew Marr                      | 1               | biografia i kariera Angeli Merkel |
| 2013       | Margaret Thatcher: Prime Minister                          | 1               | okolicznościowy dokument zrealizowany po śmierci Margaret Thatcher                                                                                         |
| 2014       | Andrew Marr's Great Scots: The Writers Who Shaped a Nation | 3               | portrety trzech szkockich pisarzy: Hugh MacDiarmida, Waltera Scotta i Jamesa Boswella                                                                      |

### Książki
Marr wydał dotychczas osiem książek, z których połowa była powiązana z jego serialami dokumentalnymi. Po siedmiu publikacjach z literatury faktu, w 2014 wydał pierwszą książkę beletrystyczną, powieść Head of State (Głowa państwa).

### Życie prywatne
Od 1987 Marr jest mężem dziennikarki Jackie Ashley, z którą ma troje dzieci. W 2008 Marr uzyskał tajny sądowy zakaz publikacji jakichkolwiek informacji na temat jego romansu z inną dziennikarką, który Marr uznał za sprawę ściśle prywatną, zwłaszcza po tym, jak uzyskał przebaczenie swojej żony. Kiedy sprawa została ujawniona w 2011, oskarżono go o to, iż samemu będąc dziennikarzem, próbował cenzurować publikacje kolegów po fachu na własny temat. Na początku 2013 Marr przeszedł rozległy udar mózgu, w wyniku którego trafił na dziewięciomiesięczne zwolnienie lekarskie. We wrześniu 2013 powrócił do pracy, ale nadal cierpi na poważny niedowład lewej ręki i ma pewne kłopoty z chodzeniem, w związku z tym w niektórych jego programach czy filmach dokumentalnych widać, jak porusza się o lasce.